# День книголюбів
День книголюбів (англ. Book Lovers Day) — неофіційне свято, яке відзначається щороку 9 серпня любителями книг, започатковане в США. З часом здобуло популярність, ставши всесвітнім. Автор ідеї та історія походження свята невідомі. За дослідженнями Google Trends, пошуки терміну «День книголюбів» почалися 2004 року, а «Національний день книголюбів» — 2007-го Перші згадки про свято «Національний день книголюбів» з'явилися у серпні 2012 року.

## Відомі колекціонери книг
- Ашшурбанапал — цар Ассирії. Його бібліотека налічувала десятки тисяч письмових джерел.
- Цицерон — римський політик, філософ.
- Умберто Еко — італійський письменник, культуролог. Власник бібліотеки з 50-ти тисяч книг[4].
- Джон Бенгем — мешканець містечка Авока у штаті Індіана (США), за інформацією Книги рекордів Гіннесса, володіє найбільшою приватною бібліотекою, яка налічує понад 1,5 мільйона книг.
- Карл Лагерфельд — німецький кутюр'є, власник 300 000 книг[5].